# Kulturens hökeri
Kulturens hökeri är en byggnad i hörnet S:t Annegatan och Tomegapsgatan i Lund, som inhyser en museal detaljhandel. Den ägs av Kulturhistoriska föreningen för södra Sverige.
Huset är troligen uppfört 1815 och köptes samma år av pigan Marna Nilsdotter. Huset är en putsad korsvirkeskonstruktion med tegelfyllnad. Fastigheten bestod ursprungligen av förstuga, kök och två rum i ett plan, med en gårdsplan bakom huset.
Hustrun till svarvaren L.P. Landgren, vilken ägde huset 1898-1929, idkade handel i ett av husets bostadsrum, och hennes son och sonhustru fortsatte rörelsen, vilken även brevbäraren Nils Ohlsson och hans hustru gjorde från 1891. Vid en ombyggnad 1906 av Jöns Larsson slogs rummen mot gatan ihop till en ordentlig butikslokal med disk och hyllinredning.
Inredningen i Kulturens hökeri kommer till större delen från Anna Perssons butik på Bredgatan 34 och till en mindre del från Elisabeth H. Larssons hökeri på Tomegapsgatan från 1906.

## Bildgalleri

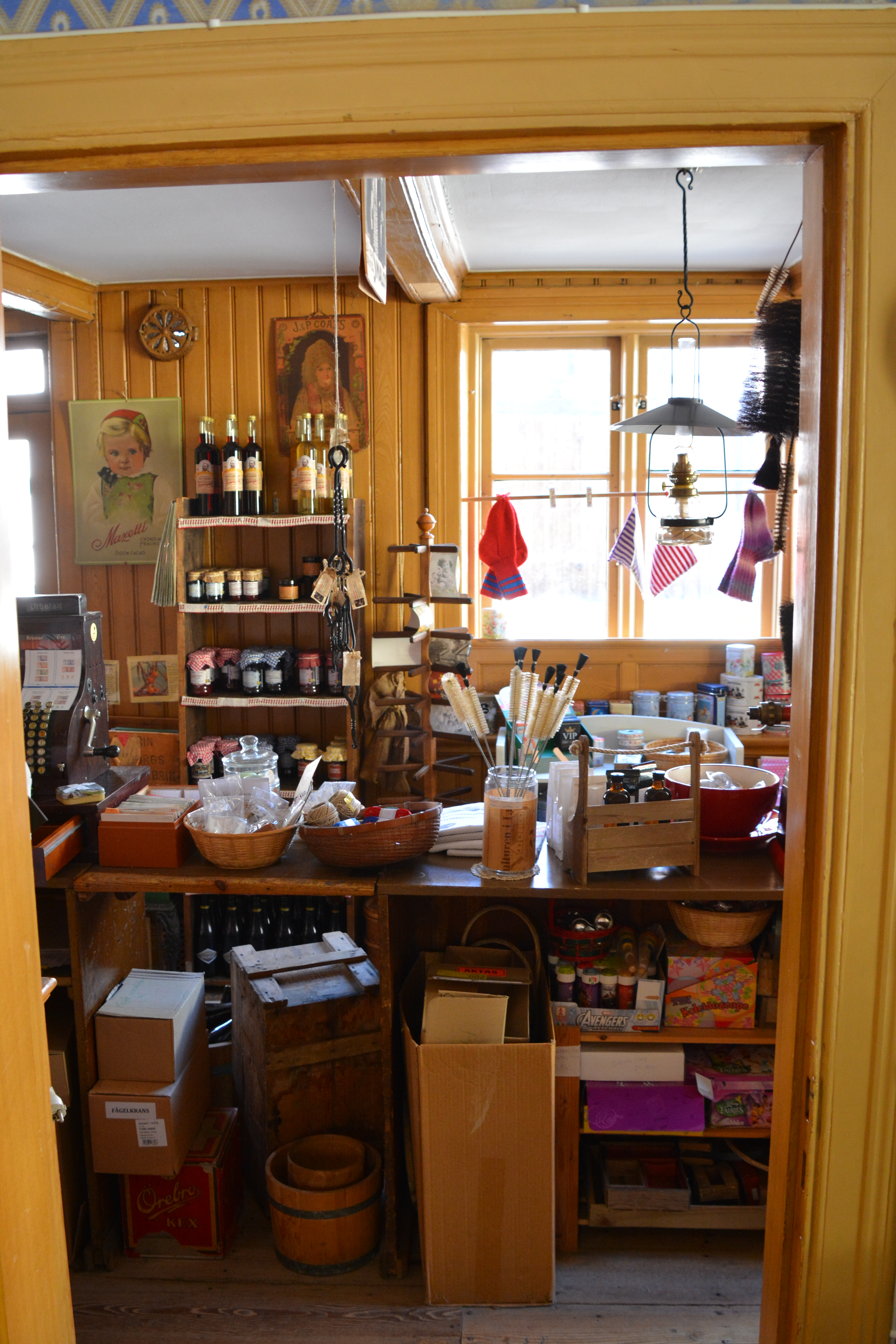
Butiken, sedd från bakre rummet mot gatan
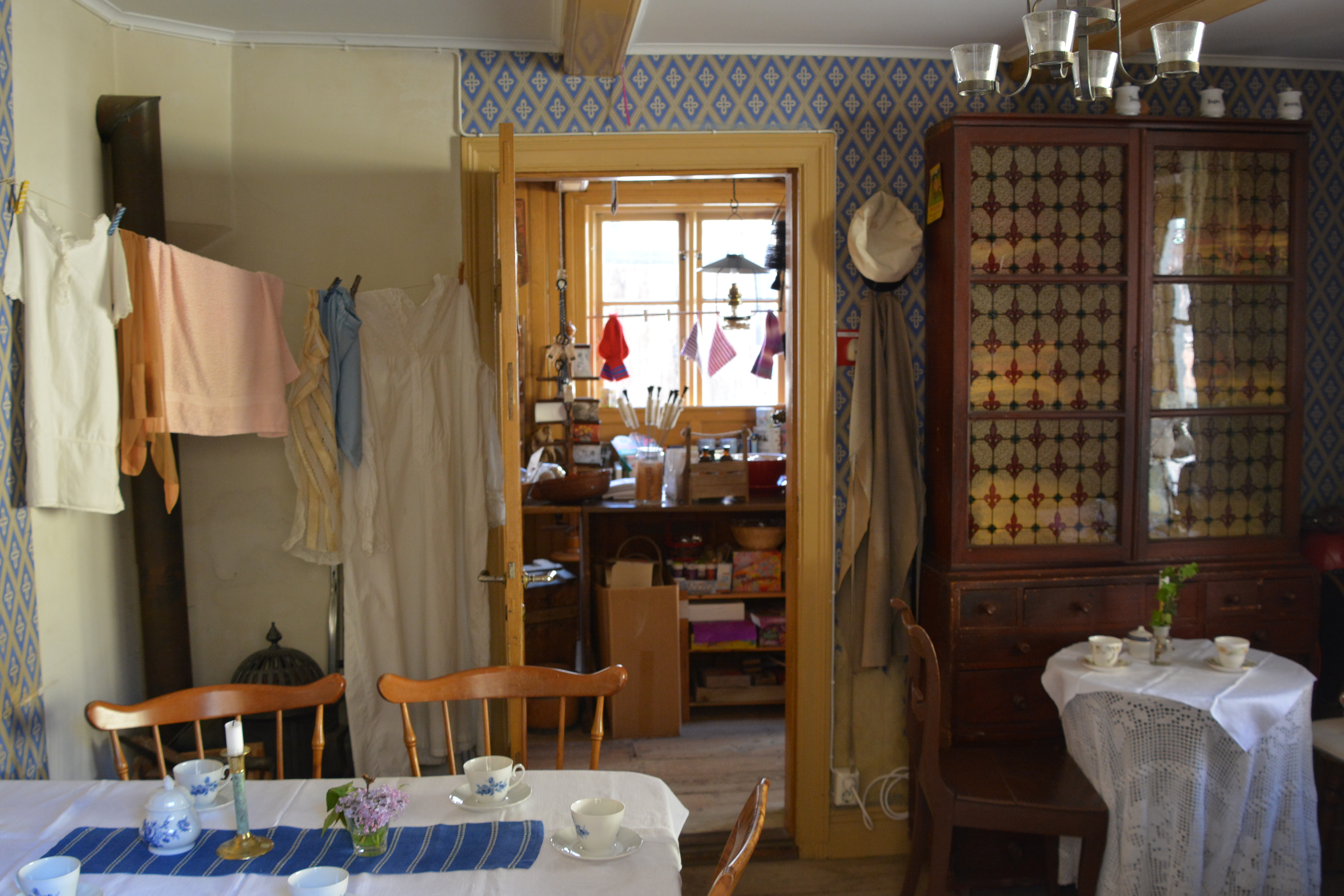
Bakre rummet mot gatan
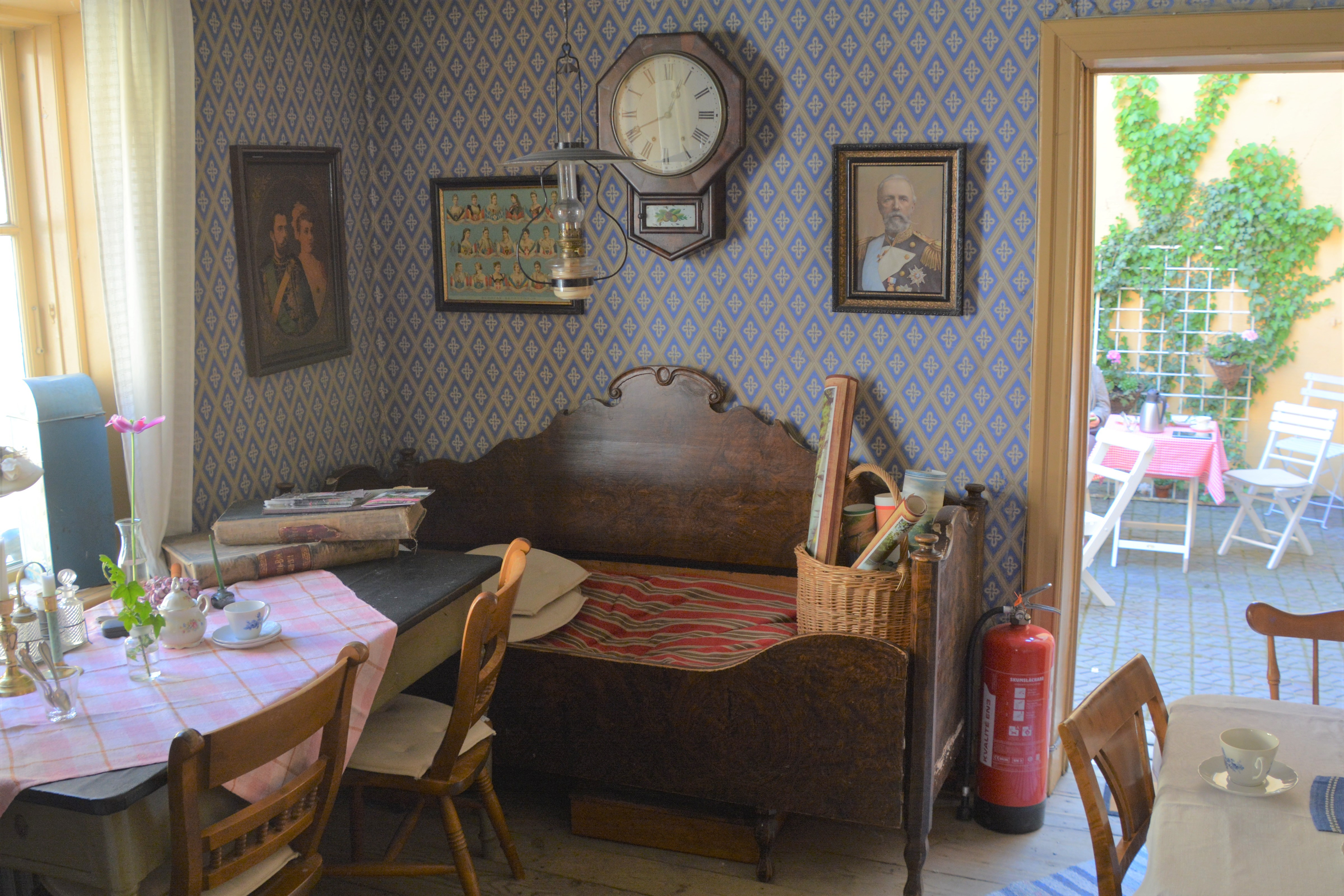
Bakre rummet mot gatan, med gården till höger

## Ägarlängd
- 1815 Husets troliga uppförandeår. Köpt av pigan Marna Nilsdotter
- 1855 Köpt av svarvaren L.P. Landgren
- 1876 Köpt av sonen, garveriarbetaren J.P. Landgren
- 1891 Köpt av brevbäraren Nils Ohlsson
- 1898 Köpt av Jöns Larsson
- 1929 Köpt av handlaren O.A. Ohlsson
- 1962 Köpt av Kulturen